# John Herman Dent

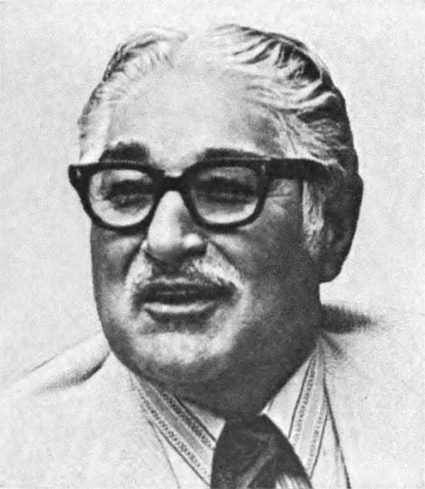
John Herman Dent

John Herman Dent (* 10. März 1908 in Johnetta, Armstrong County, Pennsylvania; † 9. April 1988 in Jeannette, Pennsylvania) war ein US-amerikanischer Politiker. Zwischen 1958 und 1979 vertrat er den Bundesstaat Pennsylvania im US-Repräsentantenhaus.

## Leben
John Dent besuchte die öffentlichen Schulen seiner Heimat und danach die Great Lakes Naval Aviation Academy in Illinois. Außerdem absolvierte er mehrere Fernkurse. Danach war er zwischen 1923 und 1937 Mitglied der Gewerkschaft United Rubber Workers. Dort war er Vorsitzender einer lokalen Sektion und Mitglied im Gesamtvorstand. Außerdem gehörte er dem internationalen Rat dieser Gewerkschaft an. Von 1924 bis 1928 diente er in der Fliegerstaffel des Marine Corps. Politisch schloss er sich der Demokratischen Partei an. In den Jahren 1932 bis 1934 saß er im Gemeinderat von Jeannette; von 1934 bis 1936 war er Abgeordneter im Repräsentantenhaus von Pennsylvania. Danach gehörte er von 1937 bis 1958 dem Staatssenat an; seit 1939 führte er dort die demokratische Fraktion. Außerdem leitete er damals die Firmen Kelden Coal & Coke Co. und Building & Transportation Co.
Nach dem Tod des Abgeordneten Augustine B. Kelley wurde Dent bei der fälligen Nachwahl für den 21. Sitz von Pennsylvania als dessen Nachfolger in das US-Repräsentantenhaus in Washington, D.C. gewählt, wo er am 27. Januar 1958 sein neues Mandat antrat. Nach zehn Wiederwahlen konnte er bis zum 3. Januar 1979 im Kongress verbleiben. In diese Zeit fielen unter anderem der Vietnamkrieg, die Bürgerrechtsbewegung und die Watergate-Affäre.
Im Jahr 1978 verzichtete John Dent auf eine weitere Kandidatur. Er verbrachte seinen Lebensabend in Greensburg und starb am 9. April 1988 in Jeannette.